# Brunnsjön (Öreryds socken, Småland)
Brunnsjön är en sjö i Gislaveds kommun i Småland och ingår i Nissans huvudavrinningsområde. Sjön har en area på 0,11 kvadratkilometer och ligger 171 meter över havet.

## Delavrinningsområde
Brunnsjön ingår i det delavrinningsområde (637571-137070) som SMHI kallar för Mynnar i Norra Gussjö. Avrinningsområdets medelhöjd är 186 meter över havet och ytan är 27,03 kvadratkilometer. Räknas de 2 delavrinningsområdena uppströms in blir den ackumulerade arean 111,67 kvadratkilometer. Västerån som avvattnar avrinningsområdet har biflödesordning 2, vilket innebär att vattnet flödar genom totalt 2 vattendrag innan det når havet efter 144 kilometer. Delavrinningsområdet består mestadels av skog (73 procent) och sankmarker (16 procent). Avrinningsområdet har 0,58 kvadratkilometer vattenytor vilket ger det en sjöprocent på 2,1 procent.